# Ichthyoxenus dentimaxillus
Ichthyoxenus dentimaxillus är en kräftdjursart som beskrevs av Shen 1940. Ichthyoxenus dentimaxillus ingår i släktet Ichthyoxenus och familjen Cymothoidae. Inga underarter finns listade i Catalogue of Life.